# Permanganat
Pemanganat là tên IUPAC của ion MnO4- mà trong đó mangan có số oxy hóa +7.